# ステファノ・モデナ
ステファノ・モデナ（Stefano Modena, 1963年5月12日 - ）は、イタリアのモデナ県サン・プロスペロ出身のレーシングドライバーで元F1ドライバー。1987年の国際F3000チャンピオン。ローマ在住。
1989年当時フジテレビで中継実況を担当していた古舘伊知郎から「シャイなイタリアン」と呼ばれるなど、物静かな性格であった。自身でも「私は判断を急がず、非常に慎重なドライバーだ。」と述べている。

## 経歴
イタリア・モデナ県に生まれ、ジュニアカートでイタリア・チャンピオンになると、1978年のジュニアカート世界選手権でチャンピオンを獲得。世界選手権でのライバルはイヴァン・カペリ、アイルトン・セナなどであった。イタリアのカート会社DAPのオーナー、アキーレ・パリッラからの指導を受け、1980年、1981年とイタリア・カート選手権100ccクラスで二年連続王者を獲得するなどイタリアカート界で「天才少年」として知られた存在だった。21歳までカートレースへの参戦をメインとし、獲得タイトルはイタリア、ヨーロッパ、世界選手権、ジュニア・ワールド、パン・アメリカンなど総なめにした。
イタリア・フォーミュラ・フォード選手権へとステップアップし四輪デビュー、1985年からイタリアF3選手権に参戦開始。F3初年度は5ポイントを挙げドライバーズランキング15位、1986年には3勝を挙げランキング4位に浮上した。同年はモナコGPサポートレースのF3でヤニック・ダルマスに次ぐ2位、11月のマカオグランプリではポールポジション獲得などビッグレースで好結果を残した。シーズン終了後、国際F3000に参戦中で共にマールボロをメインスポンサーとしていたオレカとオニクスのマシンテストに招かれた。

### F3000
1987年に国際F3000選手権へとステップアップ。マールボロ・オニクスチームでピエール＝アンリ・ラファネルとコンビを組んだ。モデナはマーチ・87B DFVでシーズン3勝を挙げシリーズチャンピオンを獲得する。この時期にはマールボロから強力なプッシュを受けており、スクーデリア・フェラーリの時期NAマシン・639の開発ドライバー候補に挙げられていたが、フェラーリの総帥エンツォ・フェラーリとは実際に面談しており1989年のオプション契約について話し合いがもたれていた。

### F1
国際F3000でチャンピオンが決定していた1987年11月、第15戦日本GP直後にイモラで行われたベネトン・フォーミュラのマシンテストに招かれB187をドライブ。同じ日に同じマシンに乗っていたすでにF1実績のあるティエリー・ブーツェンやアレッサンドロ・ナニーニと遜色ないタイムを記録し関係者の衆目を集めた。するとその翌週に開催だった最終戦オーストラリアGPでウィリアムズへと移ったリカルド・パトレーゼの代役を探していたブラバムから声がかかり、急遽F1デビューが決定。初めて乗るBT56で予選を15位で通過したが、決勝はリタイヤとなった。
1988年に参戦開始した新チーム、ユーロブルンと契約しF1レギュラードライバーとなった。新興チームゆえ表立った活躍はなかったが、チームメイトのオスカー・ララウリには予選で16戦中15勝1敗と圧倒。後半にはマシンの戦闘力不足から4度の予選落ちも経験したが、ララウリはその倍となる8度の予選落ちを喫していた。
1989年、ターボエンジンの禁止を受けて参戦休止から復帰したブラバムに加入。シーズン前半戦に義務付けられていた予備予選の壁を苦にすることなく、第3戦モナコGPでは予選8位から3位に入り、F1初入賞・そして初の表彰台を獲得。モデナはその後も「ストリートコース」で、しばしば才能を発揮することとなる。同年はブラバム・BT58の駆動系トラブルの多さもありリタイヤは16戦中10回を数えた。また第12戦イタリアGPでは、車重測定無視により地元グランプリにもかかわらず決勝を走行出来ない事態も発生した。この年、予選でピレリのQタイヤを活かし好グリッドを獲得しても、ピレリの決勝用タイヤがグッドイヤーよりも耐久性能で劣勢だったため、被オーバーテイク数は68を数えF1記録（同記録は2012年にシャルル・ピックが更新）となった。
1990年もブラバムに残留。開幕戦アメリカGPで予選10位から5位入賞、前年に続きストリートコースで技術を発揮した。その後は新車BT59が投入されるも入賞が無く、リタイヤも9回と苦しいシーズンとなったが、グレガー・フォイテク、デビッド・ブラバムのチームメイト2人には16戦全勝。ブラバムが6度の予選落ちを喫したのに対し、モデナは全戦で決勝に進出している。同年ポルトガルGPの予選2日目にティレルが会見を開き、翌シーズンからモデナが加入しティレル・ホンダのエースドライバーとなることを発表した。契約は1年プラス1年のオプション付きであることも併せてリリースされた。
1991年にティレルに移籍。中嶋悟の最後のチームメイトとなる。モデナは開幕戦アメリカGPで4位に入り、好調な滑り出しを見せると、第3戦サンマリノGPでは予選6位から、ギアボックストラブルでストップするまで3位を走行。
続く第4戦モナコGPでは予選2位につけ、開幕戦同様、ストリートコースでの強さを見せた。決勝レースではスタートから2位をキープするも、モデナを中嶋と誤認した周回遅れのエマニュエル・ピロに妨害された挙句、最後はエンジンがブローしリタイア。しかし続く第5戦カナダGPでは予選9位から自己最高成績を更新する2位に入り、2年ぶりの表彰台を獲得した。
後半戦に入るとティレルのマシン開発がストップし、グリッドや決勝順位は後方に沈んだ。しかし、第11戦ベルギーGPでは一時6位を走行（最終的にはリタイヤ）、第15戦日本GPでは6位に入り、後半戦唯一の入賞を果たした。この年、予選成績は中嶋に15勝1敗、獲得ポイントでも中嶋の2ポイントに対し10ポイントと圧倒した。
最終戦オーストラリアGPの会場で翌年からのジョーダン・ヤマハ移籍が発表された。
1992年、ジョーダンに移籍。ジョーダンチームは、前年に新鋭チームながら目覚しい活躍を見せており、モデナの活躍を確信するモータージャーナリストも多かったが、同年のマシン「192」はフォードV8に替わって搭載されたヤマハV12エンジンの重量過多によるバランスの悪さと、発熱過多による冷却不足の問題を発端にしたトラブル多発など戦闘力を持たず、期待外れに終わった。チームメイトのマウリシオ・グージェルミンが全戦決勝進出したのに対し、モデナは開幕戦南アフリカGPを含む4度の予選落ちを喫し自身の評価を下げてしまう。最終戦オーストラリアGPで6位に入り、チームにこの年唯一となるポイントをもたらすも時は既に遅く、F1シートを失うこととなった。

### カーナンバー(F1)
- 7 (1987年第16戦)
- 33 (1988年)
- 8 (1989年.1990年)
- 4 (1991年)
- 32 (1992年)

### ツーリングカー
その後はツーリングカーレースに参戦。ドイツツーリングカー選手権（DTM）では、1994年にスポット参戦したアヴスでの2レースで2連勝を飾った後、レギュラーシートを得て活躍。2000年のDTMフル参戦を最後に、「競争力のある車でレースすることが出来ず、結果が悪い事への苛立ちが限界である」ことを理由にレーシングドライバーから引退した。
引退後、自分の会社を立ち上げカートビジネスを始めたが、数年後に撤退。その後、ローマにあるブリヂストン・ヨーロッパ技術センターと契約し、同社の公認テストドライバーとして市販タイヤの開発に携わった。2017年に同社の教育センターに移り、ブランドマーケティング部門でユーザに対するリサーチを担当。欧州でのモーターショーではブリヂストンブースでのトークイベントなどに出演している。

## 評価
モデナの才能に対するレース関係者の評価は特に国際F3000チャンピオン獲得年に高まり、イタリアメディアでは「切れ味鋭いコーナリングはジル・ヴィルニューヴの再来」という見出しで新聞一面に登場し、「ユーロブルンは彼にふさわしいチームではないが、スクーデリア・フェラーリから声がかかるまでの良い学習場所にはなる。」など、イタリアの星として将来のフェラーリ入りを期待する報道が過熱した。
しかし現実にはティレル、ジョーダンとも期待されて加入しながら、チームが前年の勢いを失うという「乗り合わせの悪さ」が目立ったドライバーでもあり、そのことでキャリアを損ねたとも言われる。

## エピソード
- 1987年のF1デビュー戦では、慣れないマシンと格闘して激しく体力を消耗してしまったため、自らレース続行は困難と判断してリタイヤを選択した。そのため、公式記録にもモデナのリタイヤ理由は「Physical」と記されている[12]。
- 1991年の最終戦オーストラリアGPは、豪雨の為途中で中断となった。このレースでは、チャンピオンを決めていたアイルトン・セナらが中止を訴えていたが、モデナは「（上位チームでシートが確保されているドライバーとは違い）自分たちは降りたらシートを失ってしまうよ。」とマシンを暫く降りようとしなかった。
- 無類のパスタ好きとして知られ、他のドライバーやその家族に振舞うこともあった。
- ジョーダン・ヤマハ時代、川井一仁が前年のチームメイトであった中嶋悟の歌う『悲しき水中翼船』のCDを聴かせた所、「これサトルだろ？」とすぐに歌っている声が中嶋である事に気付いた[13]。
- 現役時代には「アイルトン・セナがライバル」と公言しており、「カート時代からいつもセナを打ち負かしていた」と負けん気をあらわにしていた。引退後の取材で「歴代で最も完成度の高いドライバーは誰ですか?」との問いに「モータースポーツ界に革命を起こしたのは、アイルトン・セナ・ダ・シルバだ。」と答えた[1]。
- キャリアで数多くのコースを経験し、特にお気に入りのコースとしてモンテカルロ市街地コース、スパ・フランコルシャン、鈴鹿サーキットを挙げているが、この3つをも越えて最もチャレンジングだったのはF3で走ったマカオのコースと2015年のインタビューでコメントし、クレイジーなコースだと述べている[1]。
- 引退後の2015年のインタビューでは、25年間のレースキャリアで最も強い記憶として「DTMで初優勝したベルリン（アヴス）のレース」と答えている。

### 1991年カナダGP
2位表彰台を獲得した1991年カナダGPでは、その性格を示したエピソードが残っている。
レース終盤に4位を走っていたモデナは、エンジンがオーバーヒート気味であることを感じ取っていた。このとき、モデナは一か八かで走り続けることはせず、順位が下がる可能性を理解したうえでピットイン。調べたところ、ラジエーターに捨てバイザーが引っ掛かっており、除去を行わなければエンジンブローはほぼ確実であったことが判明。ピットアウトした時点では5位に順位を落としていたが、その後モデナの前を走っていたドライバーが立て続けにストップもしくはペースダウンを強いられる結果となり、最終的に2位にまで繰り上がることとなった。
またこのピットインの際に、冷却水の水温上昇をピットクルーに伝えるため、モデナは「ウォーター!」と連呼。これを聞いたピットクルーの1人が勘違いをして、モデナにドリンクを差し出す一幕があった。

## レース成績

### イタリア・フォーミュラ3選手権
| 年     | チーム         | エンジン       | 1       | 2      | 3     | 4       | 5       | 6       | 7       | 8       | 9       | 10      | 11    | 12      | 13      | 14     | 15  | 順位 | ポイント |
| ------ | -------------- | -------------- | ------- | ------ | ----- | ------- | ------- | ------- | ------- | ------- | ------- | ------- | ----- | ------- | ------- | ------ | --- | ---- | -------- |
| 1985年 | ユーロ・チーム | アルファロメオ | VLL Ret | MIS 11 | VAR 5 | MUG DNQ | MAG Ret | MNZ 7   | IMO 7   | MNZ 5   | PER 9   | MUG 12  | MIS 6 | MNZ Ret | IMO Ret | VLL 10 | VAR | 15位 | 5        |
| 1986年 | ユーロ・チーム | アルファロメオ | VLL 2   | MIS 5  | MAG 1 | VAR 1   | MNZ Ret | IMO Ret | MNZ Ret | MUG Ret | PER Ret | MIS Ret | MNZ 6 | PER 5   | VLL     | VAR 1  |     | 4位  | 38       |

### マカオグランプリ
| 年     | チーム        | シャーシー/エンジン            | 予選 | レース1             | レース2             | 総合順位 |
| ------ | ------------- | ------------------------------ | ---- | ------------------- | ------------------- | -------- |
| 1986年 | Euroteam Cipa | レイナード・863 アルファロメオ | 1位  | 17                  | 9                   | 13位     |
| 1987年 | Euroteam Cipa | レイナード・863 アルファロメオ | 2位  | 台風のため1ヒート制 | 台風のため1ヒート制 | 15位     |

### 国際F3000選手権
| 年     | チーム               | シャシー    | エンジン | 1     | 2     | 3       | 4       | 5     | 6     | 7     | 8     | 9     | 10      | 11    | 順位 | ポイント |
| ------ | -------------------- | ----------- | -------- | ----- | ----- | ------- | ------- | ----- | ----- | ----- | ----- | ----- | ------- | ----- | ---- | -------- |
| 1987年 | オニクス・レーシング | マーチ・87B | DFV      | SIL 4 | VLL 1 | SPA Ret | PAU Ret | DON 2 | PER 6 | BRA 4 | BIR 1 | IMO 1 | BUG Ret | JAR 6 | 1位  | 40       |

### F1
| 年     | 所属チーム   | シャシー | タイヤ | 1       | 2       | 3       | 4       | 5       | 6       | 7       | 8       | 9       | 10      | 11      | 12      | 13      | 14      | 15      | 16      | WDC       | ポイント |
| ------ | ------------ | -------- | ------ | ------- | ------- | ------- | ------- | ------- | ------- | ------- | ------- | ------- | ------- | ------- | ------- | ------- | ------- | ------- | ------- | --------- | -------- |
| 1987年 | ブラバム     | BT56     | G      | BRA     | SMR     | BEL     | MON     | DET     | FRA     | GBR     | GER     | HUN     | AUT     | ITA     | POR     | ESP     | MEX     | JPN     | AUS Ret | NC (31位) | 0        |
| 1988年 | ユーロブルン | ER188    | G      | BRA Ret | SMR NC  | MON EX  | MEX EX  | CAN 12  | DET Ret | FRA 14  | GBR 12  | GER Ret | HUN 11  | BEL DNQ | ITA DNQ | POR DNQ | ESP 13  | JPN DNQ | AUS Ret | NC (29位) | 0        |
| 1989年 | ブラバム     | BT58     | P      | BRA Ret | SMR Ret | MON 3   | MEX 10  | USA Ret | CAN Ret | FRA Ret | GBR Ret | GER Ret | HUN 11  | BEL Ret | ITA EX  | POR 14  | ESP Ret | JPN Ret | AUS 8   | 16位      | 4        |
| 1990年 | ブラバム     | BT58     | P      | USA 5   | BRA Ret |         |         |         |         |         |         |         |         |         |         |         |         |         |         | 16位      | 2        |
| 1990年 | ブラバム     | BT59     | P      |         |         | SMR Ret | MON Ret | CAN 7   | MEX 11  | FRA 13  | GBR 9   | GER Ret | HUN Ret | BEL 17  | ITA Ret | POR Ret | ESP Ret | JPN Ret | AUS 12  | 16位      | 2        |
| 1991年 | ティレル     | 020      | P      | USA 4   | BRA Ret | SMR Ret | MON Ret | CAN 2   | MEX 11  | FRA Ret | GBR 7   | GER 13  | HUN 12  | BEL Ret | ITA Ret | POR Ret | ESP 16  | JPN 6   | AUS 10  | 8位       | 10       |
| 1992年 | ジョーダン   | 192      | G      | RSA DNQ | MEX Ret | BRA Ret | ESP DNQ | SMR Ret | MON Ret | CAN Ret | FRA Ret | GBR Ret | GER DNQ | HUN Ret | BEL 15  | ITA DNQ | POR 13  | JPN 7   | AUS 6   | 17位      | 1        |

(key)

### ツーリングカー

#### イタリア・スーパーツーリング選手権
| 年     | チーム         | 使用車両            | 1        | 2       | 3         | 4         | 5         | 6         | 7        | 8        | 9         | 10        | 11      | 12       | 13      | 14      | 15      | 16        | 17       | 18      | 19        | 20      | 順位 | ポイント |
| ------ | -------------- | ------------------- | -------- | ------- | --------- | --------- | --------- | --------- | -------- | -------- | --------- | --------- | ------- | -------- | ------- | ------- | ------- | --------- | -------- | ------- | --------- | ------- | ---- | -------- |
| 1993年 | ユーロ・チーム | BMW・318i           | MNZ 1 8  | MNZ 2 9 | VLL 1 Ret | VLL 2 Ret | MIS 1 8   | MIS 2 6   | MAG 1 15 | MAG 2 11 | BIN 1 6   | BIN 2 7   | IMO 1 8 | IMO 2 12 | VAR 1 8 | VAR 2 6 | MIS 1 9 | MIS 2 Ret | PER 1 10 | PER 2 7 | MUG 1 14  | MUG 2 9 | 11位 | 46       |
| 1994年 | ユーロ・チーム | アルファロメオ・155 | MNZ 1 15 | MNZ 2 4 | VLL 1     | VLL 2 7   | MAG 1 Ret | MAG 2 DNS | BIN 1 4  | BIN 2 16 | MIS 1 Ret | MIS 2 Ret | VLL 1   | VLL 2    | MUG 1 2 | MUG 2 1 | PER 1   | PER 2     | VAR 1    | VAR 2   | MUG 1 Ret | MUG 2 7 | 6位  | 116      |

#### ドイツツーリングカー選手権
| 年     | チーム         | 使用車両                            | 1         | 2         | 3        | 4         | 5        | 6        | 7        | 8         | 9         | 10        | 11        | 12        | 13        | 14        | 15        | 16        | 17      | 18      | 19    | 20      | 21      | 22    | 23        | 24      | 順位 | ポイント |
| ------ | -------------- | ----------------------------------- | --------- | --------- | -------- | --------- | -------- | -------- | -------- | --------- | --------- | --------- | --------- | --------- | --------- | --------- | --------- | --------- | ------- | ------- | ----- | ------- | ------- | ----- | --------- | ------- | ---- | -------- |
| 1994年 | アルファコルセ | アルファロメオ・155 V6 TI           | ZOL 1     | ZOL 2     | HOC 1    | HOC 2     | NÜR 1    | NÜR 2    | MUG 1    | MUG 2     | NÜR 1     | NÜR 2     | NOR 1     | NOR 2     | DON 1     | DON 2     | DIE 1     | DIE 2     | NÜR 1   | NÜR 2   | AVU 1 | AVU 2 1 | ALE 1 2 | ALE 2 | HOC 1 Ret | HOC 2 7 | 12位 | 74       |
| 1995年 | ユーロチーム   | アルファロメオ・155 V6 TI           | HOC 1 Ret | HOC 2 DNS | AVU 1 5  | AVU 2     | NOR 1 5  | NOR 2 4  | DIE 1 12 | DIE 2 Ret | NÜR 1 Ret | NÜR 2 DNS | ALE 1 Ret | ALE 2 DNS | HOC 1 14  | HOC 2 Ret |           |           |         |         |       |         |         |       |           |         | 16位 | 26       |
| 2000年 | ユーロチーム   | オペル・アストラ V8 クーペ DTM 2000 | HOC 1 13  | HOC 2 10  | OSC 1 12 | OSC 2 Ret | NOR 1 10 | NOR 2 10 | SAC 1 14 | SAC 2 Ret | NÜR 1 19  | NÜR 2 15  | LAU 1 C   | LAU 2 C   | OSC 1 Ret | OSC 2 DNS | NÜR 1 Ret | NÜR 2 DNS | HOC 1 9 | HOC 2 4 |       |         |         |       |           |         | 15位 | 15       |

#### 国際ツーリングカー選手権
| 年     | チーム              | 使用車両                  | 1         | 2         | 3        | 4         | 5         | 6        | 7        | 8         | 9       | 10       | 11      | 12      | 13      | 14        | 15       | 16       | 17       | 18      | 19        | 20       | 21        | 22       | 23      | 24      | 25      | 26      | 順位 | ポイント |
| ------ | ------------------- | ------------------------- | --------- | --------- | -------- | --------- | --------- | -------- | -------- | --------- | ------- | -------- | ------- | ------- | ------- | --------- | -------- | -------- | -------- | ------- | --------- | -------- | --------- | -------- | ------- | ------- | ------- | ------- | ---- | -------- |
| 1995年 | ユーロチーム        | アルファロメオ・155 V6 TI | MUG 1 6   | MUG 2 11  | HEL 1 2  | HEL 2 Ret | DON 1 6   | DON 2 13 | EST 1 20 | EST 2 5   | MAG 1 5 | MAG 2 6  |         |         |         |           |          |          |          |         |           |          |           |          |         |         |         |         | 7位  | 49       |
| 1996年 | JASモータースポーツ | アルファロメオ・155 V6 TI | HOC 1 Ret | HOC 2 DNS | NÜR 1 17 | NÜR 2 Ret | EST 1 DNS | EST 2 9  | HEL 1 7  | HEL 2 Ret | NOR 1 3 | NOR 2 13 | DIE 1 4 | DIE 2 3 | SIL 1 4 | SIL 2 Ret | NÜR 1 13 | NÜR 2 10 | MAG 1 13 | MAG 2 7 | MUG 1 Ret | MUG 2 14 | HOC 1 Ret | HOC 2 10 | INT 1 2 | INT 2 8 | SUZ 1 5 | SUZ 2 4 | 12位 | 92       |

#### ドイツ・スーパーツーリング選手権
| 年     | チーム               | 使用車両            | 1        | 2        | 3        | 4        | 5        | 6         | 7         | 8         | 9         | 10        | 11       | 12        | 13       | 14       | 15        | 16        | 17       | 18        | 19        | 20        | 順位 | ポイント |
| ------ | -------------------- | ------------------- | -------- | -------- | -------- | -------- | -------- | --------- | --------- | --------- | --------- | --------- | -------- | --------- | -------- | -------- | --------- | --------- | -------- | --------- | --------- | --------- | ---- | -------- |
| 1997年 | ユーロ・チーム       | アルファロメオ・155 | HOC 1 10 | HOC 2 17 | ZOL 1 14 | ZOL 2 27 | NUR 1 23 | NUR 2 20  | SAC 1 23  | SAC 2 Ret | NOR 1 27  | NOR 2 7   | WUN 1 14 | WUN 2 Ret | ZWE 1 18 | ZWE 2 20 | SAL 1 19  | SAL 2 17  | LAH 1 16 | LAH 2 10  | NUR 1 DNS | NUR 2 Ret | 20位 | 129      |
| 1998年 | ユーロ・チーム S.R.L | アルファロメオ・156 | HOC 1 18 | HOC 2 18 | NUR 1 15 | NUR 2 12 | SAC 1 10 | SAC 2 17  | NOR 1 DNS | NOR 2 14  | REG 1 Ret | REG 2 Ret | WUN 1 9  | WUN 2 10  | ZWE 1 10 | ZWE 2 16 | SAL 1 Ret | SAL 2 18  | OSC 1 16 | OSC 2 15  | NUR 1 22  | NUR 2 17  | 18位 | 146      |
| 1999年 | ユーロ・チーム       | アルファロメオ・156 | SAC 1 7  | SAC 2 11 | ZWE 1 9  | ZWE 2 10 | OSC 1 10 | OSC 2 Ret | NOR 1 12  | NOR 2 13  | MIS 1 6   | MIS 2 Ret | NUR 1 4  | NUR 2 4   | SAL 1 7  | SAL 2 4  | OSC 1 Ret | OSC 2 DNS | HOC 1 7  | HOC 2 Ret | NUR 1 10  | NUR 2 7   | 13位 | 271      |

#### FIA ツーリング・カー・ワールド・カップ
| 年     | 国籍     | エントラント   | 車両                | 1        | 2       | 順位 | ポイント |
| ------ | -------- | -------------- | ------------------- | -------- | ------- | ---- | -------- |
| 1993年 | イタリア | ユーロ・チーム | BMW・318i           | MNZ 1 26 | MNZ 2 7 | 13位 | 14       |
| 1994年 | イタリア | アルファコルセ | アルファロメオ・155 | DON Ret  |         | NC   | 0        |